# Усманов, Ахмед Магомедович
Ахмед Магомедович Усманов (16 сентября 1996;  с. Акнада, Кизилюртовский район, Дагестан, Россия) — российский борец вольного стиля. Чемпион мира 2023 года, двукратный чемпион Европы (2024, 2025), чемпион России, обладатель Кубка мира, Заслуженный мастер спорта России.

## Биография
Родился в селе Акнада, Кизилюртовского района, где и начал заниматься борьбой, в 12 летнем возрасте вместе с братьями перебрался в Хасавюрт.

### Спортивная карьера
В сентябре 2016 года в Маконе стал серебряным призёром первенства мира по вольной борьбе среди юниоров.
В мае 2018 года одержал победу на турнире памяти Али Алиева в Каспийске. В октябре 2018 года выиграл международный турнир на призы Владимира Семёнова в Нефтеюганске. В ноябре 2018 года одержал победу турнире на призы Мурада Гайдарова.
В октябре 2020 года в Наро-Фоминске стал чемпионом России, одолев в финале Гаджимурада Алихмаева. 18 декабря 2020 года в Белграде завоевал личный Кубок мира.
В марте 2021 года на Чемпионат России в Улан-Удэ завоевал серебряную медаль, уступив в финале Малику Шаваеву. 31 августа 2021 года Усманову было присвоено звание мастер спорта России международного класса.
В июне 2023 года в Каспийске стал чемпионом России. В сентябре 2023 года в Белграде стал чемпионом мира.
В 2024 году, выступая в весовой категории до 79 кг, на чемпионате Европы в Бухаресте завоевал золотую медаль, победив в финале белорусского борца Магомедхабиба Кадимагомедова.
5 февраля 2025 года ему было присвоено звание Заслуженный мастер спорта России.
В апреле 2025 года на чемпионате Европы в Братиславе в весовой категории до 79 кг завоевал золотую медаль. В финальной схватке одолел соперника из Франции Зелимхана Хаджиева.

## Спортивные результаты
- Первенство мира по вольной борьбе среди юниоров 2016 — ;
- Чемпионат России по вольной борьбе 2020 — ;
- Индивидуальный кубок мира по борьбе 2020 — ;
- Чемпионат России по вольной борьбе 2021 — ;
- Чемпионат России по вольной борьбе 2023 — ;
- Чемпионат мира по борьбе 2023 — .
- Чемпионат Европы по борьбе 2024 — .
- Чемпионат Европы по борьбе 2025 — .